# Oh Sheila
«Oh Sheila» es una canción de la banda estadounidense de R&B Ready for the World. Lanzado como sencillo en 1985, alcanzó el número uno en el Billboard Hot 100 de Estados Unidos, en la lista Billboard Hot Black Singles y en la lista Billboard Hot Dance/Disco Club Play. Fue el primero de dos éxitos de la banda en la lista Billboard R&B, precediendo a su éxito número uno de R&B de 1986 "Love You Down".
La canción se atribuye erróneamente a Prince, debido a las similitudes con su estilo vocal y musical, el uso intensivo del sonido desafinado de una caja de ritmos y la creencia de que la letra de la canción alude a la frecuente colaboradora de Prince, Sheila E.
El uso de un falso acento británico durante partes de la canción fue la preferencia del cantante Melvin Riley Jr., quien dijo: "Me gusta ese tipo de acento, así que pensé en usar ese sonido". 

## Lista de canciones
- Versión de 7"[1]
  1. «Oh Sheila» (versión simple) – 3:36
  2. "I'm the One Who Loves You" - 3:20
- Versión de 12"[2]
  1. "Oh Sheila" (versión extendida) – 6:48
  2. "Oh Sheila" (Dubstrumental) – 4:00
  3. "Oh Sheila" (a capela)" – 3:54

## Posicionamiento en Listas
| Lista (1985)                                         | Posición |
| ---------------------------------------------------- | -------- |
| Alemania (Offizielle Deutsche Charts)                | 11       |
| Australia (Kent Music Report)                        | 14       |
| Bélgica (Flandes) (Ultratop 50)                      | 9        |
| Canadá (RPM Top Singles)                             | 1        |
| Estados Unidos Billboard Hot 100                     | 1        |
| Estados Unidos 12-inch Singles Sales (Billboard)     | 6        |
| Estados Unidos Hot Black Singles (Billboard)         | 1        |
| Estados Unidos Hot Dance/Disco Club Play (Billboard) | 1        |
| Estados Unidos Cash Box                              | 3        |
| Irlanda (IRMA)                                       | 18       |
| Nueva Zelanda (Recorded Music NZ)                    | 24       |
| Países Bajos (Dutch Top 40)                          | 24       |
| Países Bajos (Mega Single Top 100)                   | 16       |
| Reino Unido (UK Singles Chart)                       | 50       |
| Suiza (Schweizer Hitparade)                          | 13       |

## Versión de Angel City
En 1999, el dúo de dance holandés Angel City hizo una versión de la canción, con la voz de la cantante británica Lara McAllen. Fue lanzada por primera vez en 1999 y nuevamente en 2003. Es el primer sencillo del álbum debut de la banda de 2005, Love Me Right. La versión de Angel City conserva los versos de la canción original, pero cambia el estribillo.
"Love Me Right (Oh Sheila)" alcanzó el número 11 en la UK Singles Chart del Reino Unido y el número 1 en el Billboard Dance/Mix Show Airplay de Estados Unidos, convirtiéndose en su primer sencillo en la lista de éxitos de este país. También llegó a las listas de éxitos en Bélgica y los Países Bajos.